# Roberta Close
Roberta Gambine Moreira, née le 7 décembre 1964, est une mannequin, actrice et personnalité de la télévision brésilienne. Elle est régulièrement citée dans les médias comme l'une des plus grandes icônes brésiliennes et l'un des principaux sex-symbol du pays entre les années 1980 et 1990, en plus d'être une pionnière du transféminisme dans son pays natal,,.

## Biographie
Après avoir fait ses débuts en tant que star au Carnaval en 1980, Close gagne en notoriété en tant que personnage principal du clip de la chanson Dá Um Close Nela, d'Erasmo Carlos en 1984. Dans cette vidéo au grand succès commercial après sa sortie sur Fantástico, elle incarne un travesti qui attire les regards masculins alors qu'elle se promène dans les rues de Rio de Janeiro,,.
La même année, elle devient le premier mannequin transgenre à apparaître dans le magazine Playboy, dans un numéro record dès son lancement. Par la suite, Roberta Close défile pour de nombreuses maisons de couture, dont Thierry Mugler, Guy Laroche, Jean Paul Gaultier. Elle participe également à des éditoriaux pour Vogue et écrit un mémoire intitulé Muito Prazer, Roberta Close (1997),.
En 2023, Amazon Prime lui propose de travailler avec Xuxa sur l'émission de téléréalité « Caravana das Drags » en tant que pionnière brésilienne sur le sujet. Elle annonce qu'un documentaire est également en cours de production sur sa vie par un cinéaste colombien.

## Vie privée
En 1993, Roberta Close épouse Roland Granacher. Le mariage avec son mari suisse a lieu en Europe, car il n'aurait pas été légal au Brésil. Elle vit avec lui entre Zurich et Paris. En mai 2015, Roberta Close déclare à l'animateur de télévision brésilien Gugu Liberato qu'elle a récemment subi des tests génétiques révélant qu'elle est intersexe. Elle reçoit un nouvel acte de naissance du Bureau des archives publiques du 4ème district de Rio de Janeiro, qui indique que le 7 décembre 1964, un enfant de sexe féminin est né et a reçu le nom de « Roberta Gambine Moreira ».

## Filmographie
- 1984 :  Big Close - Série télévisée ; animateur de talk-show[14]
- 1987 :  Uma Vez por Semana - pièce de théâtre ; comédienne[15]
- 1987 : No Rio Vale Tudo (Si tu vas à Rio... tu meurs) - film ; actrice[16]
- 1990 :  O Escorpião Escarlate - film ; actrice[16]
- 1997 : Mandacaru – Série télévisée ; actrice[16]
- 1999 : O Lobo da Madrugada - pièce de théâtre ; comédienne[15]
- 1999 : Performance - pièce de théâtre ; comédienne[17]
- 2000 : Zorra Total – Série TV ; actrice[16]
- 2000 :  De Noite na Cama - Série télévisée ; animateur de talk-show[18]
- 2002 : Kinky Gerlinky – film ; personnage de documentaire[19]